# Jaworzno (gmina)
Jaworzno (1942–45 Jeleń) – dawna gmina wiejska istniejąca w latach 1934–1954 w woj. krakowskim (dzisiejsze woj. małopolskie). Przed wojną siedzibą władz gminy było Jaworzno, które stanowiło odrębną gminę miejską, a po wojnie Jeleń.
Gmina zbiorowa Jaworzno została utworzona 1 sierpnia 1934 roku w powiecie chrzanowskim w woj. krakowskim z dotychczasowych jednostkowych gmin wiejskich: Byczyna i Jeleń. 
W 1939, w następstwie okupacji, wcielona  do III Rzeszy. 1 stycznia 1942  zniesiona i przekształcona w gminę Jeleń.
Po wojnie przywrócona. Według stanu z dnia 1 lipca 1952 roku gmina składała się z 2 gromad: Byczyna i Jeleń. Jednostka została zniesiona 29 września 1954 roku wraz z reformą wprowadzającą gromady w miejsce gmin. 
Jednostki nie przywrócono 1 stycznia 1973 roku po reaktywowaniu gmin; Byczyna utworzyła samodzielną gminę Byczyna a Jeleń otrzymał prawa miejskie (w 1977 roku miejscowości te przyłączono do Jaworzna).